# Sebastián Solé
Sebastián Solé (Rosario, 12 giugno 1991) è un pallavolista argentino naturalizzato italiano, centrale della Sir Safety Perugia.

## Carriera

### Club

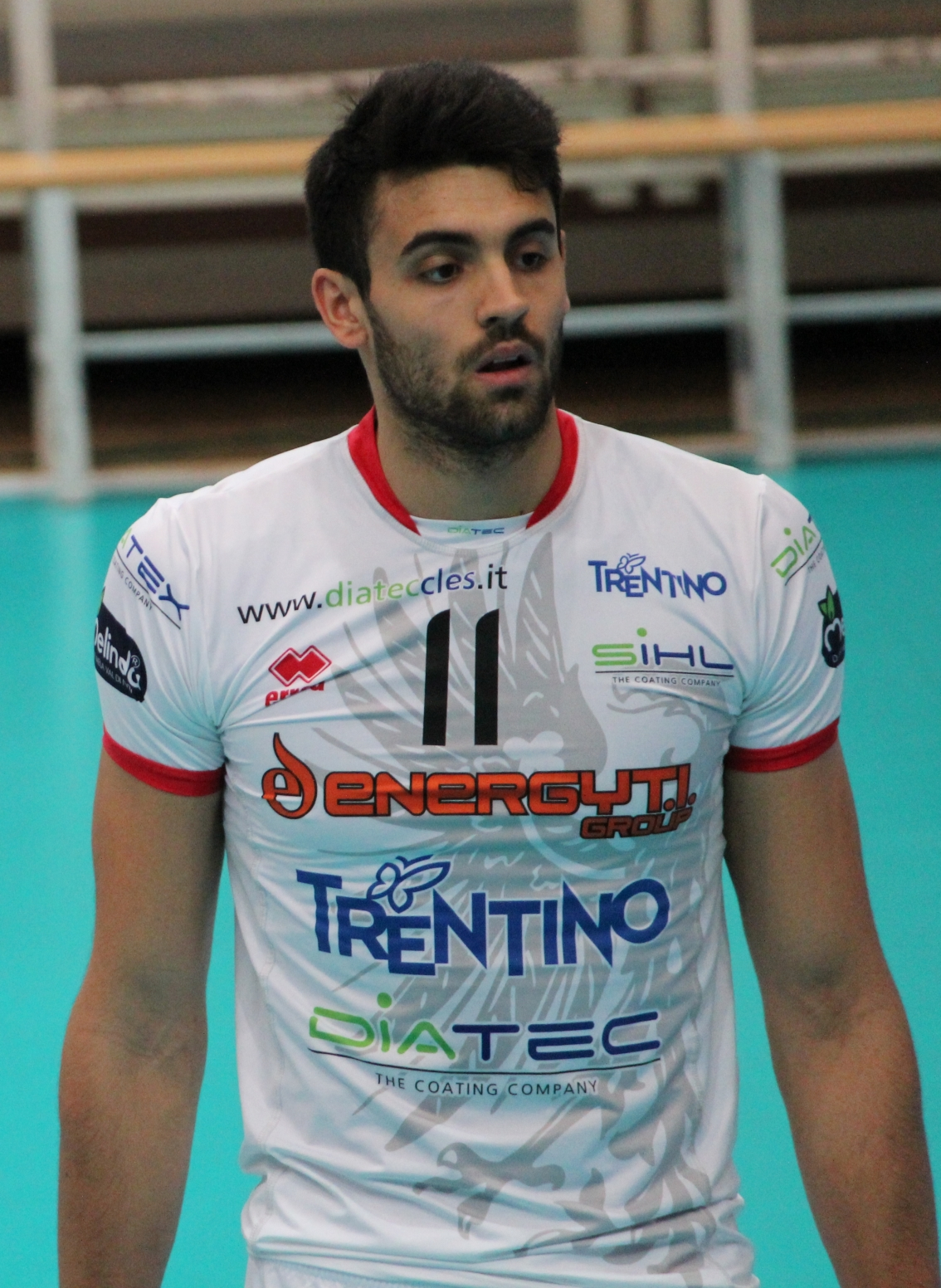
Solé alla Trentino nel 2014

La carriera di Sebastián Solé inizia a livello giovanile in una formazione di Rosario, città nella quale inizia la carriera professionistica col Sonder, che lo fa esordire in Liga Argentina de Voleibol nel campionato 2008-09 e dove gioca per due annate. Nella stagione 2010-11 viene ingaggiato dal Bolívar, dove milita per un triennio e col quale vince il campionato sudamericano per club 2010 e la Coppa Máster 2012. 
Nella stagione 2013-14 approda in Italia, ingaggiato dalla Trentino, con in un quadriennio cui vince la Supercoppa italiana 2013 e lo scudetto 2014-15. Nel campionato 2017-18 va a giocare nella Superliga Série A brasiliana, dove difende i colori della Funvic, mentre nella stagione successiva ritorna in Italia, questa volta alla BluVolley Verona, in Superlega, restando legato alla formazione veneta per due annate.
Nel campionato 2020-21 si trasferisce alla Sir Safety Perugia, sempre nella massima divisione italiana, con cui conquista negli anni seguenti quattro Supercoppe italiane, due Coppe Italia, due campionati mondiali per club consecutivi nelle edizioni 2022 e 2023, ottenendo in quest'ultima anche il premio come miglior centrale, lo scudetto 2023-24 e la Champions League 2024-25.

### Nazionale
Nel 2008 vince sia il campionato sudamericano under 21 che quello under 19, nel quale viene anche premiato come miglior muro, mentre un anno dopo si classifica al terzo posto al campionato mondiale under 21 e al campionato mondiale under 19, nel quale riceve un altro premio come miglior muro; sempre nello stesso anno debutta in nazionale maggiore.
In seguito, nel corso del 2011 conquista la medaglia di bronzo ai Giochi panamericani ed è finalista al campionato sudamericano, ricevendo in entrambe le competizioni il premio di miglior muro; l'anno dopo, in estate partecipa al torneo olimpico di Londra 2012. Nel 2013 è nuovamente finalista al campionato sudamericano, dove viene premiato come miglior centrale. 
Nel 2015 vince la medaglia d'oro ai Giochi panamericani, seguita nel 2017 dall'oro alla Coppa panamericana e dal bronzo al campionato sudamericano; in mezzo a questi successi, partecipa anche al torneo olimpico di Rio de Janeiro 2016.
Nell'estate del 2021, dopo un primo rinvio dettato dalla pandemia di COVID-19, conquista la medaglia di bronzo al torneo olimpico di Tokyo 2020.

## Palmarès

### Club
- Campionato italiano: 2

2014-15, 2023-24
- Coppa Máster: 1

2012
- Coppa Italia: 2

2021-22, 2023-24
- Supercoppa italiana: 5

2013, 2020, 2022, 2023, 2024
- Campionato mondiale per club: 2

2022, 2023
- Campionato sudamericano per club: 1

2010
- Champions League: 1

2024-25

### Nazionale (competizioni minori)
- Campionato sudamericano under 21 2008
- Campionato sudamericano under 19 2008
- Campionato mondiale under 21 2009
- Campionato mondiale under 19 2009
- Giochi panamericani 2011
- Giochi panamericani 2015
- Coppa Panamericana 2017

### Premi individuali
- 2008 - Campionato sudamericano under 19: Miglior muro
- 2009 - Campionato mondiale under 19: Miglior muro
- 2011 - XVI Giochi panamericani: Miglior muro
- 2011 - Campionato sudamericano: Miglior muro
- 2013 - Campionato sudamericano: Miglior centrale
- 2015 - Coppa del Mondo: Miglior centrale
- 2015 - Qualificazioni sudamericane ai Giochi della XXXI Olimpiade: Miglior centrale
- 2015 - Premio Olimpia de Plata: Pallavolista argentino dell'anno
- 2016 - Superlega: Miglior servizio[13]
- 2016 - Champions League: Miglior centrale
- 2016 - Premio Olimpia de Plata: Pallavolista argentino dell'anno
- 2017 - Campionato sudamericano: Miglior centrale
- 2019 - Superlega: Miglior centrale
- 2019 - Superlega: Miglior muro
- 2021 - Memorial Arkadiusz Gołaś: Miglior centrale
- 2023 - Campionato mondiale per club: Miglior centrale